# Would I Lie to You? (chanson d'Eurythmics)
Pour les articles homonymes, voir Would I Lie to You? (homonymie).
Singles de Eurythmics
Julia
(1985) There Must Be an Angel (Playing with My Heart)
(1985)
Would I Lie to You? est une chanson du groupe britannique Eurythmics, écrite et composée par Annie Lennox et Dave Stewart, sortie en single en avril 1985 comme premier extrait le l'album Be Yourself Tonight.
Avec cette chanson, le groupe s'éloigne de la synthpop et s'oriente vers un style plus rock matiné de rhythm and blues, avec l'utilisation d'une véritable batterie, d'un orgue, d'une trompette et d'un saxophone.
Le single se classe notamment no 1 en Australie, 5e en Nouvelle-Zélande, aux États-Unis et au Canada où il est certifié disque d'or.
La chanson fut nommée pour le Grammy Award de la meilleure prestation vocale rock par un groupe ou un duo en 1986.
Le clip vidéo est réalisé par Mary Lambert.

## Classements hebdomadaires et certifications
| Classement (1985)                      | Meilleure place |
| -------------------------------------- | --------------- |
| Allemagne (GfK Entertainment)          | 34              |
| Australie (ARIA)                       | 1               |
| Belgique (Flandre Ultratop 50 Singles) | 10              |
| Canada (RPM 100 Singles)               | 5               |
| États-Unis (Billboard Hot 100)         | 5               |
| France (SNEP)                          | 41              |
| Irlande (IRMA)                         | 10              |
| Nouvelle-Zélande (RMNZ)                | 5               |
| Pays-Bas (Single Top 100)              | 24              |
| Royaume-Uni (UK Singles Chart)         | 17              |
| Suède (Sverigetopplistan)              | 10              |
| Suisse (Schweizer Hitparade)           | 21              |

| Pays                  | Certification | Unités certifiées |
| --------------------- | ------------- | ----------------- |
| Canada (Music Canada) | Or            | 40 000            |

## Musiciens
- Annie Lennox : chant, chœurs
- David A. Stewart : guitare, séquenceur
- Nathan East: basse
- Olle Romo : batterie
- Benmont Tench : orgue
- Martin Dobson : saxophone
- Dave Plews : trompette